# The Lives of John Lennon
The Lives of John Lennon  o Las Muchas Vidas de John Lennon (en español) es una biografía del músico John Lennon de 1988 escrita por el autor americano Albert Goldman. El libro es un producto de varios años de búsqueda y centenares de entrevistas realizadas a muchos de los amigos de Lennon, conocidos, trabajadores domésticos y músicos. No obstante, es más conocido por su crítica, generalmente negativa, de las vidas personales de Lennon y su esposa, Yoko Ono.